# Parrilla (Lorca)
Parrilla es una pedanía del municipio español de Lorca, en la Región de Murcia. Se sitúa aproximadamente en el centro del término municipal, colindante con el casco urbano de Lorca. La población de la pedanía, 344 habitantes, se distribuye en varios núcleos de población, como Los cautivos y El Consejero.
Por la pedanía pasa el río Guadalentín, en cuyas ribera existe una importante agricultura de regadío. En ella también se ubica el Cejo de los Enamorados y el Acueducto de los Diecisiete Arcos.